# Saint-Ciers-d'Abzac
Saint-Ciers-d'Abzac är en kommun i departementet Gironde i regionen Nouvelle-Aquitaine i sydvästra Frankrike. Kommunen ligger i kantonen Guîtres som tillhör arrondissementet Libourne. År 2022 hade Saint-Ciers-d'Abzac 1 528 invånare.

## Befolkningsutveckling
Antalet invånare i kommunen Saint-Ciers-d'Abzac
Referens:INSEE